# John Corigliano
John Corigliano o John Paul Corigliano (Nova York, Estats Units, 16 de febrer de 1938) és un compositor de cinema estatunidenc, guanyador de l'Oscar l'any 1999 per The Red Violin.

## Biografia
John Paul va néixer a Nova York al si d'una família musical italoamericana. La mare, Rose Buzen, era una exitosa professora de piano i el pare, John Paul Corigliano Sr., eraconcertino de l'Orquestra Filharmònica de Nova York durant 23 anys. Va estudiar a l'escola pública n°241 i la Midwood High School de Brooklyn. Estudià composició a la Columbia University i a la Manhattan School of Music. Tingué de mestres Otto Luening, Vittorio Giannini i Paul Creston.
És un compositor altament respectat que treballa predominantment al camp clàssic, de vegades classificat al grup dels «neoromàntics de Nova York». A més, ha escrit tres bandes sonores: Altered States, Revolution i The Red Violin (El violí Vermell). Nascut a una família musical Corigliano va estudiar a la Universitat de Colúmbia i amb Leonard Bernstein a la Filharmònica de Nova York.
La major part del treball de Corigliano és per a orquestra simfònica. Empra una gran varietat d'estils, de vegades dins de la mateixa obra. Ha escrit tres simfonies, concerts per a clarinet, flauta, violí, oboè i piano, diverses obres de cambra (inclòs un quartet de cordes), i una òpera, The Ghosts of Versailles.
El 1991 li fou atorgat el Premi Grawemeyer de Composició per la seva Simfonia núm. 1. El 2001 va rebre el Premi Pulitzer per la seva Simfonia núm. 2, que és una expansió (reescrita) del seu quartet de corda (1995). Va ser estrenada el novembre del 2000 per l'Orquestra Simfònica de Boston, dirigida per Seiji Ozawa.